# Carex subimpressa
Carex subimpressa là một loài thực vật có hoa trong họ Cói. Loài này được Clokey mô tả khoa học đầu tiên năm 1919.